# Parc provincial de Canmore Nordic Centre
Le parc provincial de Canmore Nordic Centre (en anglais : Canmore Nordic Centre Provincial Park) est un petit parc provincial de l'Alberta situé près de la ville de Canmore.  Le parc, créé en 1988, servit de site pour les épreuves de biathlon, de ski de fond et de combiné nordique aux jeux olympiques d'hiver de 1988.

## Géographie
Le parc est situé à l'ouest de la ville de Canmore en Alberta. Son territoire de 8,05 km2 est compris dans la ville de Canmore et le district d'amélioration de Kananaskis.  
Le parc est presque entièrement enclavé dans le parc provincial sauvage de Bow Valley. Le parc fait partie du Kananaskis Country, une région spéciale de l'Alberta désignée pour la conservation et la récréation.